# 広州湾租借地
座標: 北緯21度10分38.2秒 東経110度25分4.76秒 / 北緯21.177278度 東経110.4179889度

広州湾
廣州灣

広州湾租借地の位置

広州湾租借地（こうしゅうわんそしゃくち、フランス語: Kouang-Tchéou-Wan、英語: Guangzhouwan）は、現在の広東省湛江市に位置した租借地である。1899年に締結された中仏互訂広州湾租界条約の発効により、1900年から1945年までフランスが中国から租借した。

## 起源
1897年にフランス海軍バヤール級装甲艦「バヤール」がたまたま清国広東省の雷州半島東側付け根にある湾に入ったところ、非常な深水良港であることに驚き、1898年4月22日、この湾一帯を占領してフランス領インドシナの管理下に置いた。
1899年11月16日、清国とフランスの間で「中仏互訂広州湾租界条約」が正式に締結され、フランスが99年間租借することが決められた。条約は1900年2月19日から発効し、広州湾租借地は正式にインドシナ連邦に加えられた。

## 変遷
フランスは広州湾の中心地にバヤール要塞（Fort Bayard）を築き、イギリスの香港に相当する対中貿易・投資の拠点とした。1940年の第二次世界大戦でパリが独軍の侵攻によって陥落し、フランスがド・ゴール将軍の自由フランスとフィリップ・ペタン元帥のヴィシー政府に分裂すると、中華民国は自由フランス亡命政府と外交関係を樹立したため、広州湾租借地は自由フランスの管轄下に入った。
しかし、日本は1943年にヴィシー政府との間に「広州湾共同防衛協議」を締結してこの地域を占領、広州湾租借地は日仏共同管理下に置かれた。自由フランス政府や中華民国政府はこれに関知しておらず、1945年8月15日、日本軍が無条件降伏すると直ちにフランス政府は広州湾租借地を中華民国に返還、中国はこの地を湛江市と改称した。

## 現在
広東省湛江市内には現在もフランス租借地時代の洋風建築が残り、観光地となっている。